# A Canção de Lisboa (2016)
A Canção de Lisboa é um filme português do género comédia, realizado e escrito por Pedro Varela e uma refilmagem do filme homónimo de 1933, do realizador Cottinelli Telmo. Estreou-se em Portugal a 14 de julho de 2016. Foi o terceiro filme da trilogia intitulada Novos Clássicos, produzida por Leonel Vieira, seguido pelos filmes O Pátio das Cantigas e O Leão da Estrela de 2015.

## Elenco
- César Mourão como Vasco
- Luana Martau como Alice
- Marcus Majella como Murilo
- São José Lapa como Margot
- Miguel Guilherme como José Caetano
- Maria Vieira como Maria José
- Dinarte de Freitas como Rui
- Carla Vasconcelos como Sónia
- Dimitry Bogomolov como Ivan
- Jani Zhao como aluna
- Nuno Markl como ele mesmo
- Ruy de Carvalho como Professor Mata

## Reconhecimentos
| Ano  | Prémios            | Categorias              | Destinatários e nomeados | Resultado | Referências |
| ---- | ------------------ | ----------------------- | ------------------------ | --------- | ----------- |
| 2016 | 3.º Prémios Áquila | Melhor filme            | A Canção de Lisboa       | Indicado  | [ 6 ] [ 7 ] |
| 2016 | 3.º Prémios Áquila | Melhor ator principal   | César Mourão             | Indicado  | [ 6 ] [ 7 ] |
| 2016 | 3.º Prémios Áquila | Melhor atriz secundária | São José Lapa            | Venceu    | [ 6 ] [ 7 ] |